# Priepert
Priepert är en kommun och ort i Landkreis Mecklenburgische Seenplatte i förbundslandet Mecklenburg-Vorpommern i Tyskland.
Kommunen ingår i kommunalförbundet Amt Mecklenburgische Kleinseenplatte tillsammans med kommunerna Mirow, Wesenberg och Wustrow.